# Barry Maguire
Barry Maguire est un footballeur néerlandais d'origine irlandaise, né le 27 octobre 1989 à Tiel aux Pays-Bas. Il évolue au poste de milieu défensif.

## Palmarès
Vierge